# Сарска офанзива
Сарска офанзива (енгл. Saar Offensive, 7. септембар – 16. октобар 1939) била је неуспели напад француске војске на западну границу Трећег рајха током немачке инвазије на Пољску (1. септембра – 6. октобра 1939). Спроведена неодлучно, без припреме и са малим снагама, офанзива је отказана већ после недељу дана, не постигавши никакве резултате од стратегијског значаја. Иако је предузета са намером да одвуче што више немачких снага са пољског ратишта, офанзива је заустављена пре него што су француске трупе дошле у борбени контакт са немачким снагама распоређеним на Зигфридовој линији, која је штитила западну границу Немачке, и Немци су несметано завршили главне операције пољске кампање до 17. септембра, када је напад СССР на Пољску довео до брзог окончања рата на истоку.

## Позадина

### Савезничке снаге

#### Француске снаге
Усвајајући дефанзивну доктрину, која је била потврђена у Првом светском рату, Француска је изградила 1927-1939. на граници према Немачкој Мажиновљеву линију, од Швајцарске до реке Мезе, у дужини од око 400 км. Граница према Белгији утврђивана је 1937-1939, али много слабије од границе према Немачкој. Према Италији Французи су изградили само форове за одбрану планинских превоја. Користећи се вештачким каналима и токовима река, Холандија и Белгија су изградиле дубље у унутрашњости земље систем утврђења за заштиту од евентуалног немачког напада. Немци су према Мажиновљевој линији и дуж граница према Луксембургу, Белгији и Холандији, изградили своју одбрамбену Зигфридову линију, која се протезала од Швајцарске до Гелдерна, на холандској граници.
Француска је објавила општу мобилизацију 2. септембра, концентрација француских снага почела је 5. септембра, а завршена је 22. септембра. Француска је у септембру мобилисала 109 дивизија: 91 у метрополи (86 пешадијских различитог типа, 3 коњичке, 2 лаке механизоване дивизије и 2 оклопне бригаде) и 18 у прекоморским поседима. Мобилисано је још 40 самосталних тенковских батаљона, 409 ПА батерија и 56 артиљеријских пукова у резерви. Било је и разних тврђавских посадних јединица, јачине око 15 дивизија. Француско РВ у метрополи имало је 1.320 авиона у метрополи, од којих 494 застарела. Морнаричко ваздухопловство располагало је са 350 авиона.

##### Распоред
Стратегијски развој француских снага у Европи извршен је дуж целе североисточне границе, углавном, под заштитом Мажиновљеве линије. Самостална 6. армија (око 10 дивизија) груписана је на италијанској граници, а главнина (око 85 дивизија) образовала је Североисточни фронт, под командом генерала Жоржа, дуж границе према Немачкој, Луксембургу и Белгији, са слабијим снагама према Швајцарској. У саставу тог фронта биле су: 7. војна област (према Швајцарској), 2. група армија (5, 4. и 3. армија) под командом генерала Гастона Претла (фр. André-Gaston Prételat) и 1. група армија (2. армија, Арденска армијска група и 1. армија) под командом генерала Гастона Бијота (фр. Gaston-Henri Billotte). У стратегијску резерву фронта одређена је 7. армија, лоцирана око Ренса. За подршку Североисточног фронта фронта биле су одређене 1. ваздухопловна ловачка групација, 2 извиђачке групе, 3 групе за осматрање из ваздуха и 2 бомбардерске дивизије за тучење немачке позадине. На Мажиновљевој линији није било обједињено командовање, нити је француска Врховна команда располагала стратегијском резервом.

##### Планови
Француски ратни план израђен у марту 1938. предвиђао је 2 варијанте: дефанзиву, у случају напада нацистичких главних снага на западу, и офанзиву преко Луксембурга и Белгије, у случају напада немачких главних снага на Пољску и Чехословачку.

#### Британске снаге
У Великој Британији је поново уведена општа војна обавеза (енгл. National Service Act) 2. септембра и истог дана је објављена мобилизација: обухватила је све мушкарце од 18. до 41. године. У духу британско-француског споразума из 1939. Велика Британија је формирала Британске експедиционе снаге (БЕФ), које су хитно кренуле у Француску: међутим, до пада Пољске, 5. октобра1939, снага БЕФ достигла је једва две пешадијске дивизије. У нову британску владу ушли су познати антифашисти Винстон Черчил и Ентони Идн. Успостављен је и британско-француски Врховни ратни савет (енгл. Supreme War Council) за заједничко вођење рата.

### Немачке снаге
Припремајући се за напад на Пољску, Немачка је предузела опсежне мере за војно обезбеђење на Западном фронту. У почетку рата, на западу Немци су имали групу армија Ц (35 дивизија) под командом генерала В. Леба: 5. армија налазила се према Холандији, Белгији и делу Луксембурга, а. армија од Луксембурга до Рајне, а 7. армија дуж Рајне до Швајцарске. Док су се операције у Пољској успешно развијале, та група армија стално је попуњавана новим дивизијама и до 10. септембра имала је 44 дивизије. За подршку имала је 2. и 3. ваздухопловну армију са око 1.400 авиона. Њен задатак био је да за време напада на Пољску штити западну границу, ослањајући се на Зигфридову линију и не ангажујући се ни у каквим офанзивним дејствима.

## Савезничка офанзива
Почетком септембра 1939. Француска и Велика Британија биле су војнички неспремне за дејства ширих размера. На тражење пољске владе, француска врховна команда наредила је 4. септембра да 2. група армија (3, 4. и 5. армија) предузме офанзиву на Сарском фронту, између Рајне и реке Мозел.
Задатак операције Сар био је да избије до Зигфридове линије и веже што веће немачке снаге. Већ 4. септембра дошло је до првих борбених дејстава. Французи су споро напредовали, јер су се кретали преко густих немачких минских поља. Француска 4. армија и лево крило 5. армије прешли су 6/7. септембра немачку границу. Наредних дана нешто је напредовала 4. армија у рејону Сарбрикена и приближила се Зигфридовој линији, али је ту задржана. Кад је постало очигледно да је слом пољске војске неизбежан, француска Врховна команда обуставила је 12. септембра припреме 2. групе армија за напад на Зигфридову линију. Истог дана с тим се сагласио савезнички Врховни ратни савет, а 29. септембра наређено је да све савезничке снаге пређу у дефанзиву на целом фронту. Одмах затим почело је са Сарског фронта пребацивање најбољих француских дивизија на границу према Белгији, због опасности од евентуалног немачког напада преко Белгије, јер су Немци почели пребацивати своје дивизије из Пољске на запад.
Док су још трајале припреме за офанзивне операције великих размера, Немци су 16. октобра извршили напад на Сарском фронту, где су Французи у септембру напредовали, и убрзо их одбацили преко границе до Мажиновљеве линије.

## Последице
После пада Пољске, активност на западном фронту сводила се, искључиво, на дејства патрола и артиљеријске двобоје; савезници су иза Мажиновљеве линије, практично, остали пасивни. То је негативно утицало и на морал трупа и на расположење народа - тај период рата, све до 10. маја 1940, познат је као лажни рат.